# 丽塔宫
丽塔宫（Palazzo Litta）是意大利米兰的一座巴洛克建筑，对面是圣穆里思大修道院（Monastero Maggiore di San Maurizio），其历史可追溯至西班牙统治该城市的时期。在2018年，它是一个文化中心，设有展览空间、办公室和剧院。

## 历史
建筑师弗朗切斯科·玛丽亚·里奇尼在1642–1648年间，为该时期米兰最具影响力的家族之一，阿雷塞家族的成员、于1660年成为米兰议会主席的巴托罗密欧·阿雷塞伯爵，建造了宫殿的核心。因此，利塔宫成为重要的文化中心。多年来在这里举行过多次盛大宴会，接待过奥地利的玛丽亚纳、马佳莉塔·德雷莎、伊麗莎白·克莉絲丁 (不倫瑞克-沃爾芬比特爾)、玛丽亚·特蕾西娅、欧仁·德·博阿尔内以及拿破仑。
除了总体规划之外，“贵族楼层”（piano nobile）和里奇尼的一处庭院，也基本上保留了最初的17世纪建筑主要特征（虽然经过了大幅度重新装修）。家族经堂也是里奇尼的作品，于1671年祝圣，后来变成了一个私人剧院，供家族成员及其客人使用。这是米兰最古老的剧院，仍然开放，称为米兰丽塔剧院（Teatro Litta di Milano），在旧马厩还设有第二个表演空间。
1674年，宫殿传给了巴托罗密欧的女儿玛格丽塔, 法比奥三世·维斯孔蒂·博罗梅奥·阿雷塞的妻子; 到18世纪中叶，阿雷塞家族的男性成员绝嗣，宫殿由丽塔家族继承，其家族成员在米兰的政治生活中也很出名。正是在此期间，对该建筑进行了许多重要的更改。到19世纪后期，它成为意大利北部铁路管理局的所在地。

## 建筑
在1752年至1761年之间，巴托洛梅奥·博利为该建筑修建了新的立面，采用装饰繁复的以晚期巴洛克或洛可可风格。入口两侧有两个男像柱，支撑着一个弯曲的阳台。 1740年，卡洛·朱塞佩·梅洛建造了气势雄伟的钳式楼梯（scalone a tenaglia），拥有精致的曲线，通往“贵族楼层”（piano nobile）。那里的房间也进行了部分翻新，装饰着乔凡尼·安东尼奥·库奇的壁画。

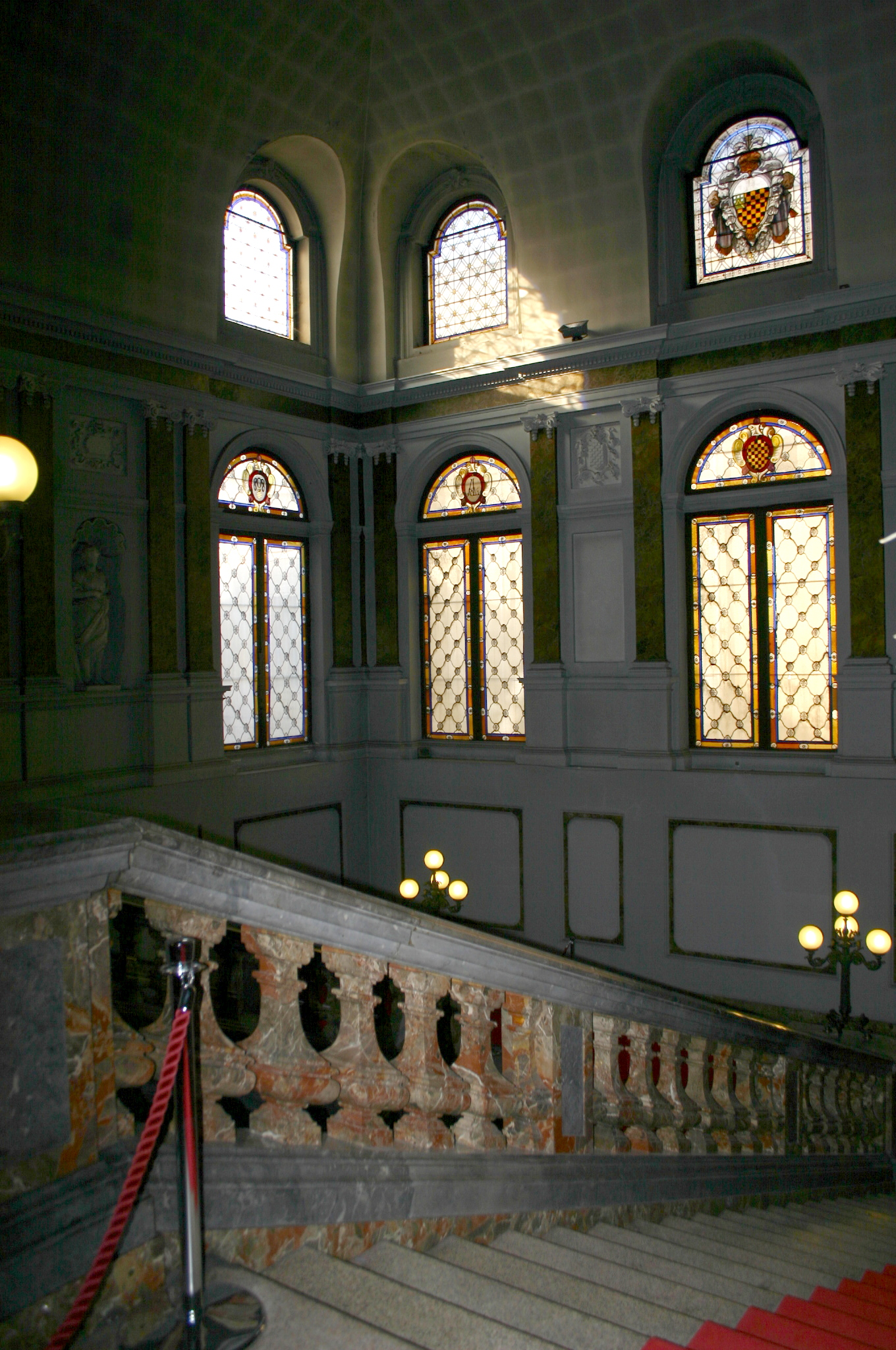
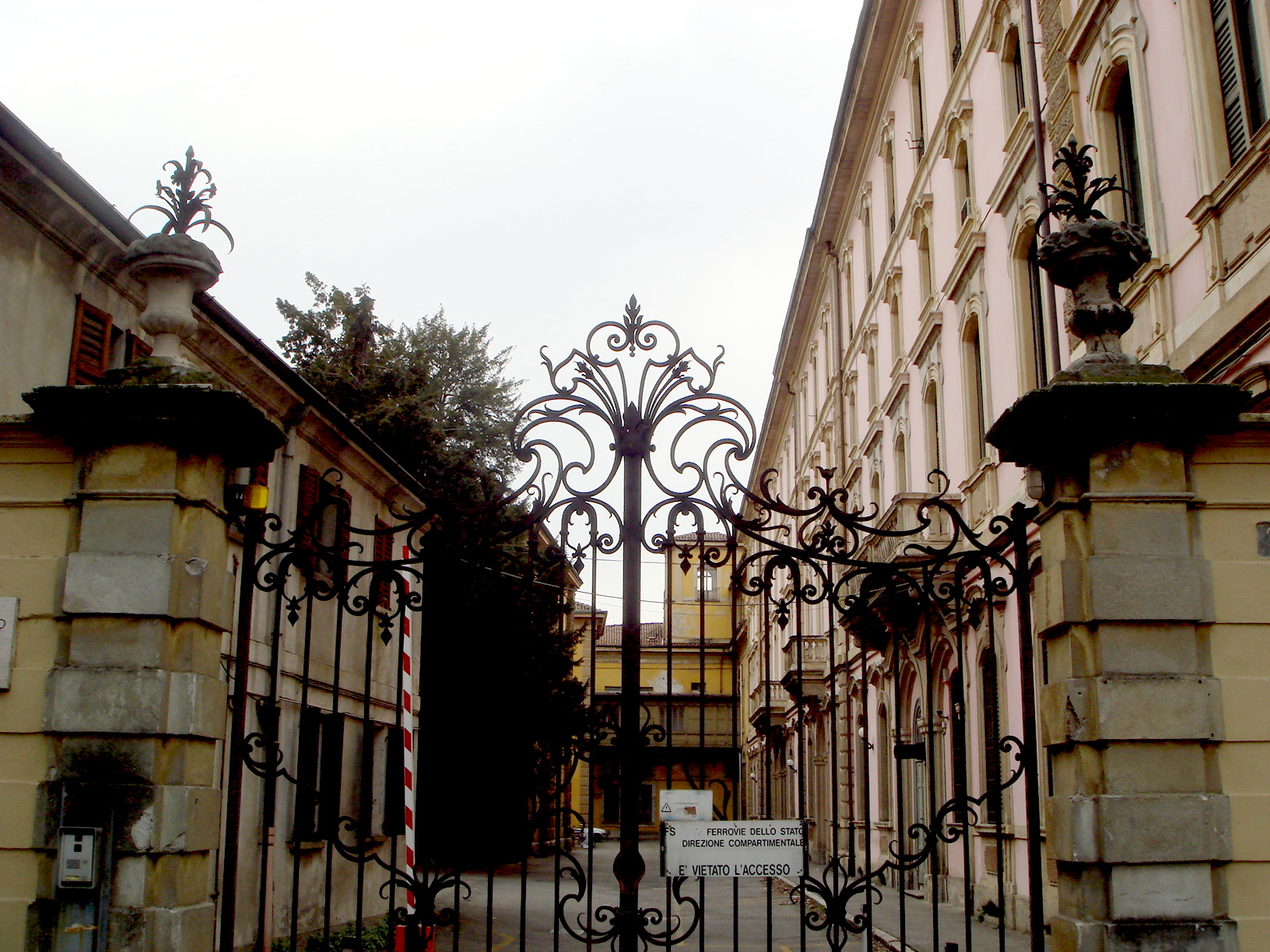
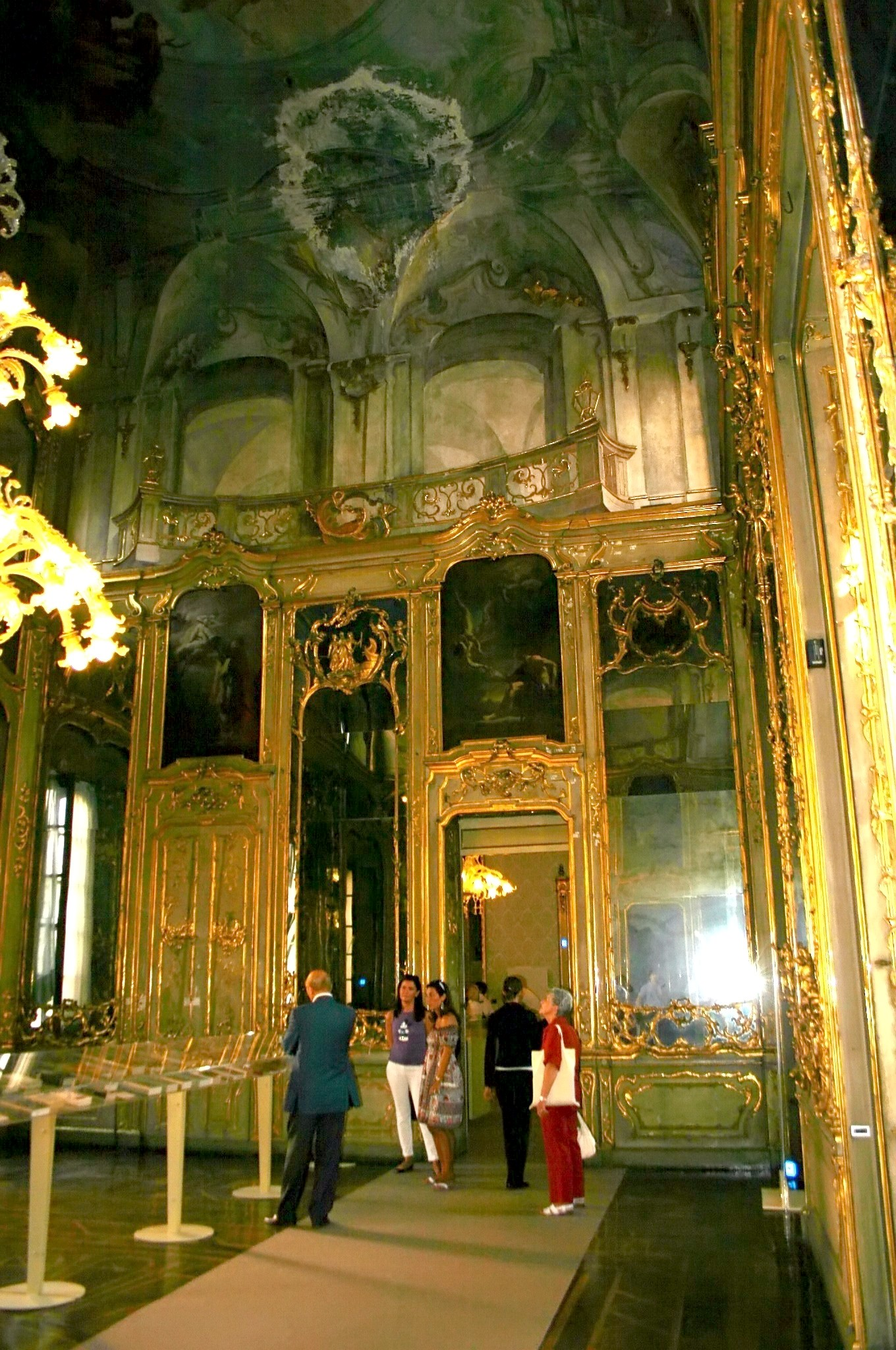